# Fiano
Fiano (piemonti nyelven  Fian ) egy község Olaszországban, Torino megyében.

## Elhelyezkedése

Fiano község Torino megye térképén

Torinótól északnyugatra fekszik. Szomszédos települések: Cafasse, Druento, La Cassa, Nole, Robassomero, Vallo Torinese, Varisella, Villanova Canavese és Viù.